# Isaías Pimentel
Pour les articles homonymes, voir Pimentel (homonymie).
Isaias Samuel Pimentel, dit Ivo Pimentel, né le 16 février 1933 à Willemstad et mort le 26 juin 2017, est un joueur de tennis vénézuélien.
Il a représenté le Venezuela en Coupe Davis à huit reprises entre 1957 et 1966.
Il est connu pour avoir atteint les quarts de finale du Tournoi de Wimbledon en 1961. Il a notamment éliminé Nikola Pilić au 3e tour, puis Christopher Crawford en huitième. Il avait auparavant atteint les huitièmes de finale du tournoi en 1957. En 1961, il a battu le n°1 mondial, Neale Fraser lors de la Coupe Altamira à Caracas (3-6, 6-4, 6-4).
Il a remporté la médaille d'or aux Jeux bolivariens de 1965.

## Parcours dans les tournois duGrand Chelem

### En simple
| Année | Open d'Australie | Open d'Australie | Internationaux de France | Internationaux de France | Wimbledon       | Wimbledon      | US Open         | US Open    |
| ----- | ---------------- | ---------------- | ------------------------ | ------------------------ | --------------- | -------------- | --------------- | ---------- |
| 1955  | —                | —                | 2e tour (1/32)           | N. Pietrangeli           | 1er tour (1/64) | N. Kumar       | —               | —          |
| 1956  | —                | —                | 1er tour (1/64)          | P. Jalabert              | 2e tour (1/32)  | N. Pietrangeli | —               | —          |
| 1957  | —                | —                | —                        | —                        | 1/8 de finale   | M. Rose        | —               | —          |
| 1958  | —                | —                | 3e tour (1/16)           | I. Gulyás                | 3e tour (1/16)  | S. Davidson    | —               | —          |
| 1959  | —                | —                | —                        | —                        | —               | —              | 1er tour (1/64) | G. Shea    |
| 1960  | —                | —                | —                        | —                        | —               | —              | 3e tour (1/16)  | L. Gerrard |
| 1961  | —                | —                | 2e tour (1/32)           | M. Sangster              | 1/4 de finale   | M. Sangster    | —               | —          |
| 1962  | —                | —                | 1er tour (1/64)          | J. Brichant              | 2e tour (1/32)  | T. Moe         | —               | —          |
| 1963  | —                | —                | —                        | —                        | —               | —              | —               | —          |
| 1964  | —                | —                | 3e tour (1/16)           | R. Emerson               | 3e tour (1/16)  | R.L. Arilla    | —               | —          |
| 1965  | —                | —                | 1er tour (1/64)          | G. Bologna               | 1er tour (1/64) | R. Emerson     | —               | —          |

N.B. : à droite du résultat se trouve le nom de l'ultime adversaire.